# Stepan Nawrocki
Stefan Nawrocki, Nawroćkyj (ur. 8 września 1893 lub 1895 we Lwowie, zm. 1960 w Toronto) – ukraiński działacz polityczny, adwokat, poseł na Sejm RP V kadencji.

## Życiorys
Absolwent wydziału prawa Uniwersytetu Lwowskiego. W czasie I wojny światowej oficer Ukraińskich Strzelców Siczowych. W czasie wojny polsko-ukraińskiej oficer Ukraińskiej Armii Halickiej.
Od listopada 1930 prowadził kancelarię adwokacką w Przemyślu. Członek Ukraińskiego Zjednoczenia Narodowo-Demokratycznego (UNDO) i Towarzystwa Młoda Hromada, grupującego oficerów byłej Ukraińskiej Armii Halickiej. Członek władz wielu ukraińskich organizacji kulturalno-oświatowych w Przemyślu. Na V zjeździe UNDO w styczniu 1938 został wybrany na zastępcę członka Komitetu Centralnego partii. W wyborach do Sejmu i Senatu w 1938 wybrany na posła na Sejm V kadencji z okręgu nr 74 (Przemyśl). Był członkiem Ukraińskiej Reprezentacji Parlamentarnej, pracował w komisji komunikacji Sejmu.
Po II wojnie światowej na emigracji w Kanadzie.